# Povolška Bugarska
Povolška ili Volška Bugarska (ruski: Волжская Булгария), odnosno Volško-Kamska Bugarska (ruski: Волжско-Камская Булгария) ili Itilska Bugarska (čuvaški: Атӑлçи́ Пӑлха́р, tatarski: Идел Болгар) bila je srednjovjekovna protobugarska država koja je od 7. do 13. stoljeća postojala oko ušća rijeke Kame i oko Volge u današnjoj Rusiji. Povolška Bugarska bila je multietnička država s velikim brojem Protobugara i Istočnih Slavena te ponešto Povolških Finaca i Opskih Ugara. Strateški položaj Povolške Bugarske omogućio joj je stvaranje monopola između arapske, nordijske i kavkaskoavarske trgovine.

## Nastanak
Izvornih podataka o Povolškoj Bugarskoj je malo. Autentični protobugarski zapisi nisu sačuvani, stoga većina podataka o Povolškoj Bugarskoj potiče iz tadašnjih arapskih, perzijskih, indoarijskih i ruskih izvora. Nešto je podataka prikupljeno kasnijim arheološkim iskopavanjima. Smatra se da su područje Povolške Bugarske ispočetka naseljavala ugrofinska plemena, uključujući Marijce.
Prvotni Protobugari bili su turkijska plemena ogurskog podrijetla, koji su nastanili područje sjeverno od Crnog mora. Tijekom njihove zapadne migracije preko Euroazijske stepe, došli su pod vlast Hazara.  Protobugari su oko 630. osnovali Staru Veliku Bugarsku koju su Hazari uništili 668 godine. Protobugari su se tamo preselili iz okolice današnjeg Azova oko 665. Vodio ih je Batbajan, sin i nasljednik protobugarskog kana Kubrata. To je učinio na zapovijed Kotraga kojem se predao. U 8. stoljeću Protobugari su naselili područje Idel-Urala te su krajem 9. stoljeća postali dominantna populacija i ujedinili različita plemena koja su živjela na tom području. Dio protobugarskih plemena se, pak, naselio dalje na zapad u Podunavlje u današnjoj Bugarskoj, stopivši se s tamošnjim slavenskim stanovništvom od kojih su preuzeli jezik i kulturu te su tako stvorili suvremeni bugarski narod. 
Većina se povjesničara slaže da je Povolška Bugarska prvotno bila podložena Hazarskom Kaganatu. Veličina te moć te fragmentirane Povolške Bugarske je rasla te se država s vremenom oslobodila Hazarskog utjecaja. Plemena na području Povolške Bugarske počela su se udruživati krajem 9. stoljeća. Podigli su prijestolnicu Bolğar, smještenu oko 160 km južno od današnjega Kazanja. Potpuna nezavisnost stečena je tek kada je Hazare uništio i osvojio Svjatoslav I. Kijevski krajem 10. stoljeća, stoga Protobugari više nisu trebali plaćati porez.
Abu al-Ghazi Bahadur nazvao je povolškoprotobugarski narod imenom Ulak.

## Uspon
Pod vladavinom Almiša u 10. stoljeću državna je religija postala islam. U državu je 922. abasidski kalif al-Muktadir poslao Ahmeda ibn Fadlana. Njegova misija bila je uspostaviti diplomatske odnose, obučiti kadije i učitelje šerijatskog prava te im pomoći pri izgradnji tvrđava i džamija. Usprkos uvođenju islama, Povolški Protobugari dugo su vrijeme nastavili prakticirati tengrizam.
Povolška Bugarska nalazila se na srednjem toku Volge, pa je zato pred Križarske ratove postala važnom rutom te je počela dominirati trgovinom između Europe i Azije. Prijestolnica Bolğar postala je razvijeni i bogat grad, koji se po materijalnom bogatstvu mogao natjecati s najvećim središtima islamskog svijeta. Glavni trgovinski partneri Povolških Protobugara bili su Vikinzi, Bjarmaland koji se nalazi na južnoj obali Bijelog mora i slijevu Sjeverne Dvine, Neneci te Jugra koja se nalazi između rijeke Pečore i sjevernog Urala. Trgovci Povolške Bugarske putovali su do Bagdada i Carigrada na jugu te do Kine na istoku.[nedostaje izvor]
Druga veća naselja bila su Bilär, Suar, Qaşan i Cükätaw. Današnji gradovi Kazanj i Jelabuga razvili su se iz nekadašnjih povolškobugarskih tvrđava. Neka od povolškobugarskih naselja, koja su spomenuta u ruskim ljetopisima, do danas nisu otkrivena. Među njima spadaju Aşlı, Tuxçin, İbrahim i Taw İle. Neke od njih su prilikom najezde uništili Mongoli.[nedostaje izvor]
Jedina vojnička sila koja je ugrožavala Povolšku Bugarsku bile su ruske kneževine na zapadu. Rusi su u 11. stoljeću opustošili Povolšku Bugarsku, a na prijelazu s 12. na 13. stoljeće, vladari Vladimirsko-Suzdaljske Kneževine na čelu s Andrejem Bogoljubskim i Vsevoldom III. Jurjevičom, strahujući od povolškobugarskog napada s istoka, preventivno su napali povolškobugarske gradove. Povolški Protobugari su zbog toga prijestolnicu premjestili iz Bolğara u Bilär.[nedostaje izvor]

## Propast
U rujnu 1223. prethodnica mongolske vojske Džingis-kana koja se nalazila pod zapovjedništvom Subudaja kod Samare, prva je prešla granicu Povolške Bugarske, ali je poražena. Godine 1236. Mongoli su se vratili i u pet godina pokorili cijelu državu, koja je tada trpjela unutrašnje sukobe. Povolška Bugarska postala je dio Džučijevog kanata, kasnije Zlatne Horde. Podijeljena je na nekoliko kneževina, koje su postali vazali Zlatne Horde i imali nešto autonomije. Godine 1438. od jedne od njih nastao je Kazanjski Kanat.
Dio povjesničara vjeruje da je tijekom mongolske invazije ubijeno preko 80 % stanovništva. Preživjeli su se povukli na područje današnje Čuvašije i Tatarstana te stvorili nekoliko država. Stepska područja Povolške Bugarske naselili su nomadski Kipčaci i Mongoli, pa je zbog njih došlo do nestanka poljoprivrede. 
Preživjela povolškobugarska naselja kasnije su obnovila i postala središta trgovine i u Zlatnoj Hordi.

## Demografija
Najveći dio stanovništva Povolžja činila su turkijska plemena. Manji dio stanovništva činila su ugro-finska plemena od kojih vjerojatno potiču današnji Besermjani. Ibn Fadlan nazvao je Povolšku Bugarsku Sakalibom. Sakalibi je opći pojam u arapskom koji označuje Slavene. Drugi akademici povezuju ime Sakaliba sa Skitima (ili Saka u perzijskom).

## Galerija
- Povolška Bugarska u Euroazijskom svijetu oko 1200. godine
- Lončarstvo Povolške Bugarske, 10. – 14. stoljeće
- Ogrlica, Povolška Bugarska, 10. – 14. stoljeće

## Vanjske poveznice
- БУЛГА́РИЯ ВО́ЛЖСКО-КА́МСКАЯ  Arhivirana inačica izvorne stranice od 9. svibnja 2021. (Wayback Machine), Velika ruska enciklopedija